# Nanny McPhee and the Big Bang
Nanny McPhee and the Big Bang (también conocida en inglés como Nanny McPhee Returns en Estados Unidos, titulada en español La niñera mágica y el Big Bang en España y El regreso de la nana mágica en Hispanoamérica) también conocida como Nanny McPhee 2 es una película cómica protagonizada y escrita por Emma Thompson y dirigida por Susanna White. Estrenada el 26 de marzo de 2010 en Reino Unido, el 31 de marzo del mismo año en España y el 20 de agosto también del mismo año en Estados Unidos, es la secuela de la película de 2005 Nanny McPhee.

## Argumento
Mientras Reino Unido está en la Segunda Guerra Mundial, Nanny McPhee (Emma Thompson) llama a la puerta de una joven ama de casa y madre llamada Isabel Green (Maggie Gyllenhaal), la cual intenta sacar a su familia y su hogar adelante mientras su marido (Ewan McGregor) se encuentra luchando en el frente.
Durante su estancia en la residencia de los Green (que debieron ir a vivir temporalmente a una lejana granja para ponerse a salvo de las bombas que caían en Londres), Nanny McPhee descubre que los hijos del matrimonio están conviviendo con sus primos. Dos primos extremadamente malcriados y mimados que no tienen intención alguna de abandonar la casa. Cuando la extraña niñera se da cuenta de la situación decide dar una valiosa lección a los intrépidos niños, usando su mágico bastón, una moto voladora, e incluso unos cerditos nadadores.
Entonces los hijos y sus dos primos reciben una gran lección: de cómo convivir y aprender a trabajar juntos.
En esta película, se ve que Nanny McPhee posee a un grajo macho como mascota, llamado Señor Edelweiss.
En la última escena se puede ver a la señora Agatha diciendo A Nanny McPhee nunca le gusta las despedidas, lo recuerdo desde que era una niña y saca un sonajero. Esto da a entender que ella es la bebé Aggy Brown de la primera película, lo que significa que han pasado 81 años entre película y película y que Nanny McPhee es un ser mágico o inmortal ya que nunca envejece.
Las cinco lecciones de Nanny McPhee
Nanny McPhee enseña cinco importantes lecciones, cada una de las cuales corresponde con una de sus feas características (la verruga superior, la verruga con pelos, la uniceja, el pelo gris y enmarañado, la panza gorda, la nariz grande, las orejas grandes y el diente que sobresale de su boca). Cuando una de estas lecciones se aprende, una o más de estas características desaparece. Cuando todas las lecciones se aprenden, Nanny McPhee se convierte de una bruja a una mujer normal.
- Lección #1 Dejar de pelear: la verruga superior desaparece.
- Lección #2 Compartir con gusto: la verruga con pelos desaparece.
- Lección #3 Ayudarse entre sí: su uniceja se divide en dos cejas.
- Lección #4 Ser valiente: su pelo se vuelve rubio y rizado, sus orejas se hacen de tamaño normal, y pierde algo de peso.
- Lección #5 Tener fe: su nariz y el diente que sobresale de su boca se hacen de tamaño normal y pierde todo el resto de su peso.

Una de sus frases célebres es «Cuando me necesitáis pero no me queréis debo quedarme, cuando me queréis pero ya no me necesitáis debo irme».
Después de que los niños aprenden esta última lección, Nanny McPhee ya es una mujer normal y su tarea finaliza.

## Reparto
| Papel                 | Actor               |
| --------------------- | ------------------- |
| Nanny McPhee          | Emma Thompson       |
| Isabel Green          | Maggie Gyllenhaal   |
| Rory Green            | Ewan McGregor       |
| Phill Green           | Rhys Ifans          |
| Lord Gray             | Ralph Fiennes       |
| Agatha Docherty Brown | Maggie Smith        |
| Norman Green          | Asa Butterfield     |
| Megsie Green          | Lil Woods           |
| Cyril Green           | Eros Vlahos         |
| Celia Green           | Rosie Taylor-Ritson |
| Vincent Green         | Oscar Steer         |

## Recepción crítica y comercial

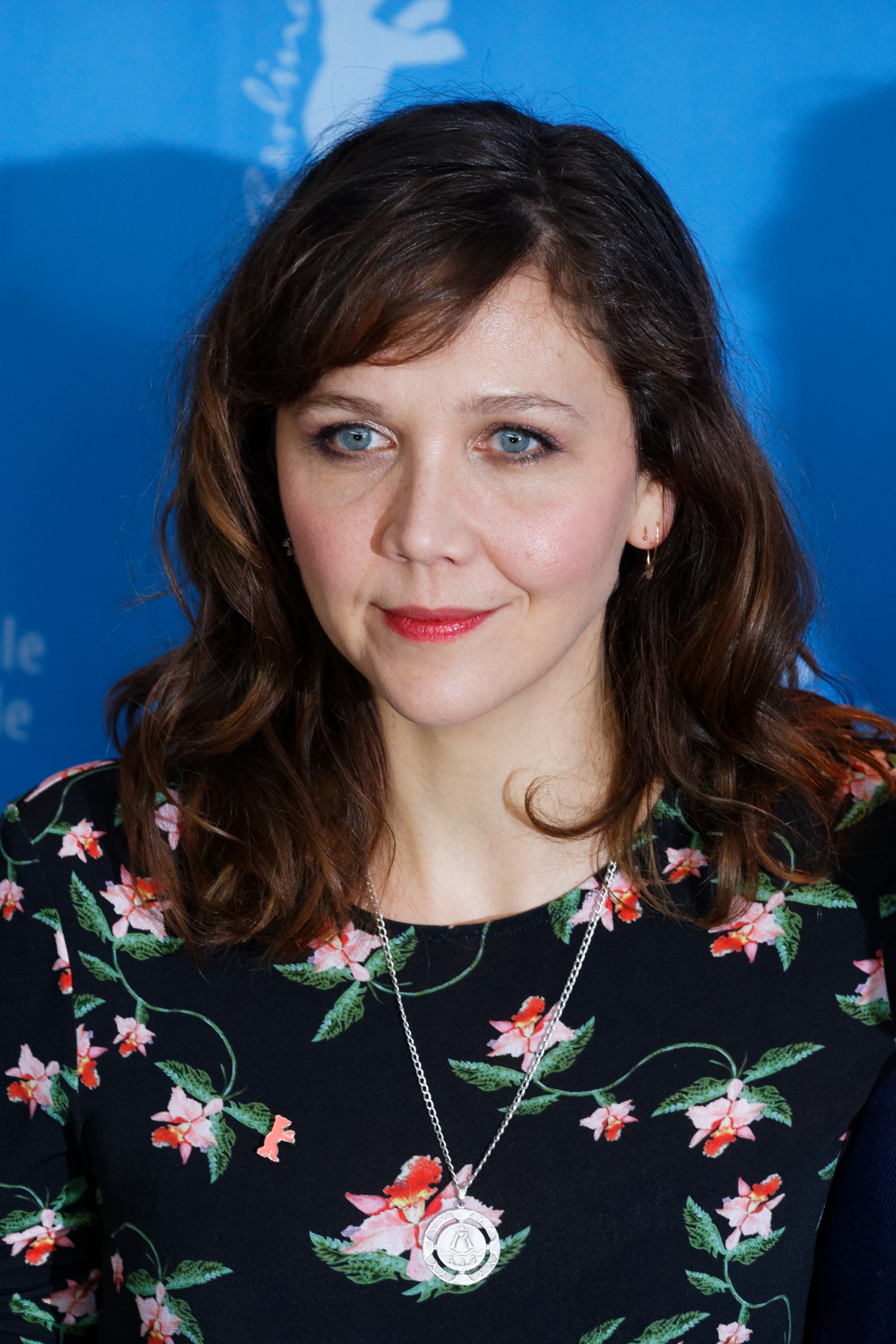
La actuación de Maggie Gyllenhaal como Isabel Green fue elogiada por los críticos.

Según la página de Internet Rotten Tomatoes obtuvo un 77% de comentarios positivos, llegando a la siguiente conlusión: «Segundo trabajo de Emma Thompson con el personaje de Nanny McPhee que realmente mejora la primera entrega, una comedia familiar llena de encanto y con un reparto excelente». Destacar el comentario de la crítico cinematográfico Catherine Jones: 

«Nanny McPhee ha vuelto, y todavía mejor que antes».
Catherine Jones.

Según la página de Internet Metacritic obtuvo críticas mixtas, con un 52%, basado en 25 comentarios de los cuales 13 son positivos. Recaudó en Estados Unidos 29 millones de dólares. Sumando las recaudaciones internacionales la cifra asciende a 93 millones. El presupuesto invertido en la producción fue de aproximadamente 35 millones.

## Localizaciones
Nanny McPhee and the Big Bang se rodó en mayo de 2009 en diversas localizaciones del Reino Unido. Destacando la ciudad de Londres, los Shepperton Studios, la Marble Hill House, la University College de Londres y el municipio de Hambleden.